# U.S. Route 67
U.S. Route 67 (ou U.S. Highway 67) é uma autoestrada dos Estados Unidos.
Faz a ligação do Sul para o Norte. A U.S. Route 67 foi construída em 1926 e tem 1,56 milhas (2 511 km).

## Principais ligações
Autoestrada 20 em Dallas

 Autoestrada 40 em Little Rock

 Autoestrada 55/Autoestrada 70 em St. Louis

 Autoestrada 72 em Jacksonville

 US 34 em Monmouth

 Autoestrada 80 perto de Le Claire